# NGC 3210
NGC 3210 is een dubbelster in het sterrenbeeld Draak. Het hemelobject werd op 26 september 1802 ontdekt door de Duits-Britse astronoom William Herschel.